# 黑桫椤
黑桫椤（学名：Alsophila podophylla）又名鬼桫欏、结脉黑桫椤、大叶黑桫椤，为桫椤科桫椤属下的一个种。分布琉球、南中國、越南、泰國，臺灣低海拔地區。